# Salvatore Lo Bianco

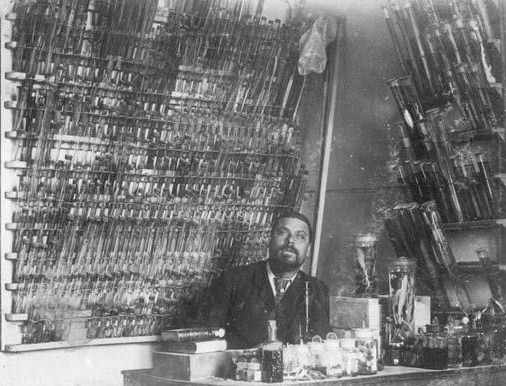
Salvatore Lo Bianco, nel novembre del 1889, al tavolo di lavoro nel laboratorio per la conservazione degli animali marini della Stazione zoologica di Napoli

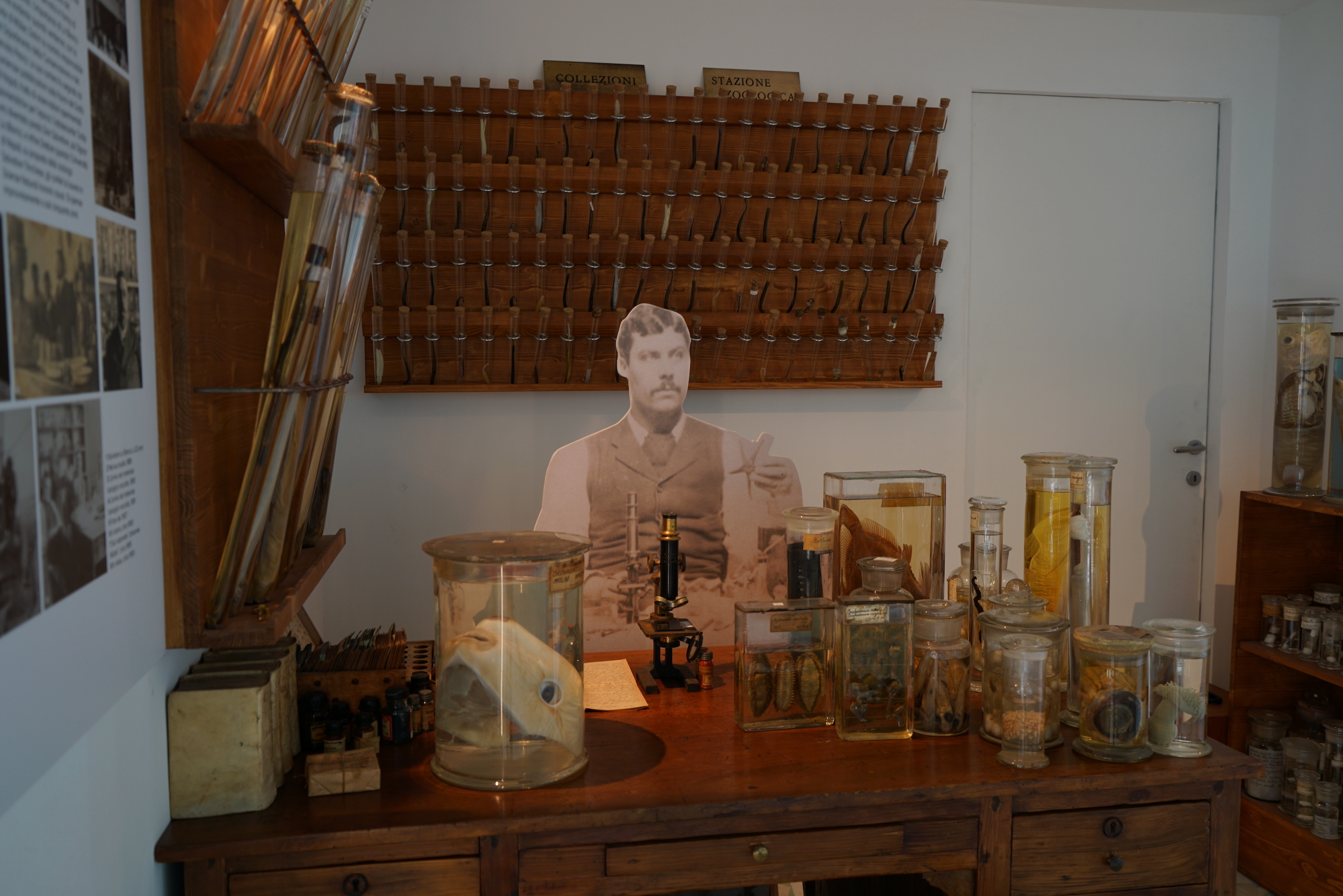
Ricostruzione della postazione di lavoro di Salvatore Lo Bianco nello spazio a lui dedicato al DaDoM, il Museo Darwin-Dohnr di Napoli.Sul tavolo, e negli scaffali a destra, alcuni dei suoi celebri preparati in soluzione (fotografia di Rosario Balestrieri)

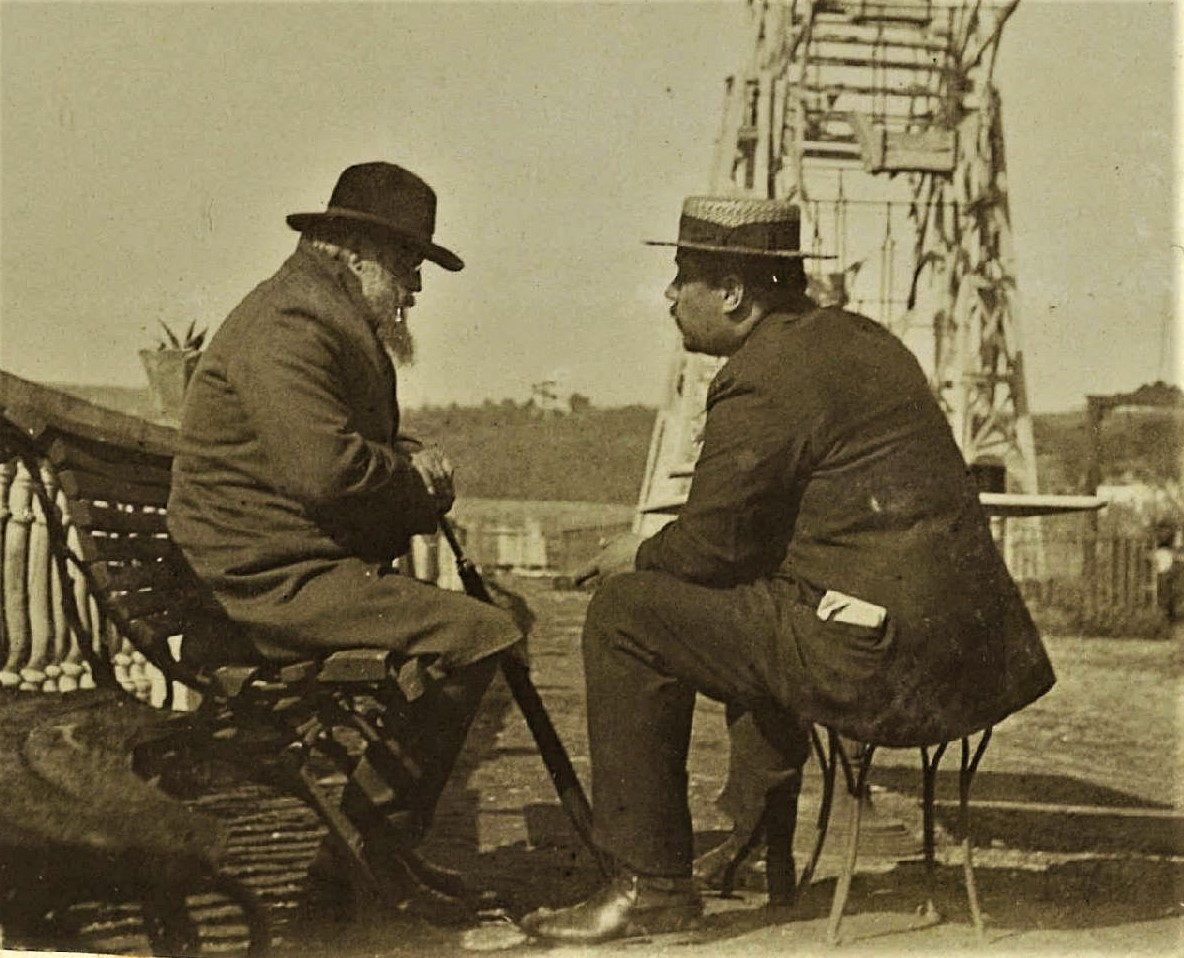
Anton Dohrn e Salvatore Lo Bianco (a destra) a Napoli

Salvatore Lo Bianco (Napoli, 10 giugno 1860 – Napoli, 10 aprile 1910) è stato un naturalista e zoologo italiano e tra i primi cultori di biologia marina. Entrato quattordicenne come inserviente alla Stazione zoologica di Napoli, ne divenne dopo pochi anni responsabile del reparto conservazione, dove sviluppò metodi innovativi, acquisendo fama internazionale. Autodidatta, arrivò ad avere una tale conoscenza della fauna marina mediterranea che, per i suoi contributi scientifici, fu insignito della laurea honoris causa in Scienze naturali dalla R. Università di Napoli e fu ammesso come socio corrispondente all'Accademia Nazionale dei Lincei, oltre che in diverse altre società scientifiche italiane e straniere.

## Biografia
Salvatore Lo Bianco, figlio di Antonio e di Anna Calò, entrambi palermitani, nacque a bordo di un trabaccolo durante il trasferimento per mare dei suoi genitori dalla Sicilia e Napoli, dove fu registrato all'anagrafe il 10 giugno 1860.

### L'infanzia nel borgo di Mergellina e l'arrivo a Napoli di Anton Dohrn
Cresciuto a Napoli nel borgo marinaro di Mergellina, che era all'epoca poco più che un villaggio di pescatori lungo l'antica linea di costa partenopea, il giovane Lo Bianco, «che allora tutti chiamavano Turillo», concluse il suo percorso scolastico alla scuola tecnica «con un ben povero bagaglio di conoscenze».

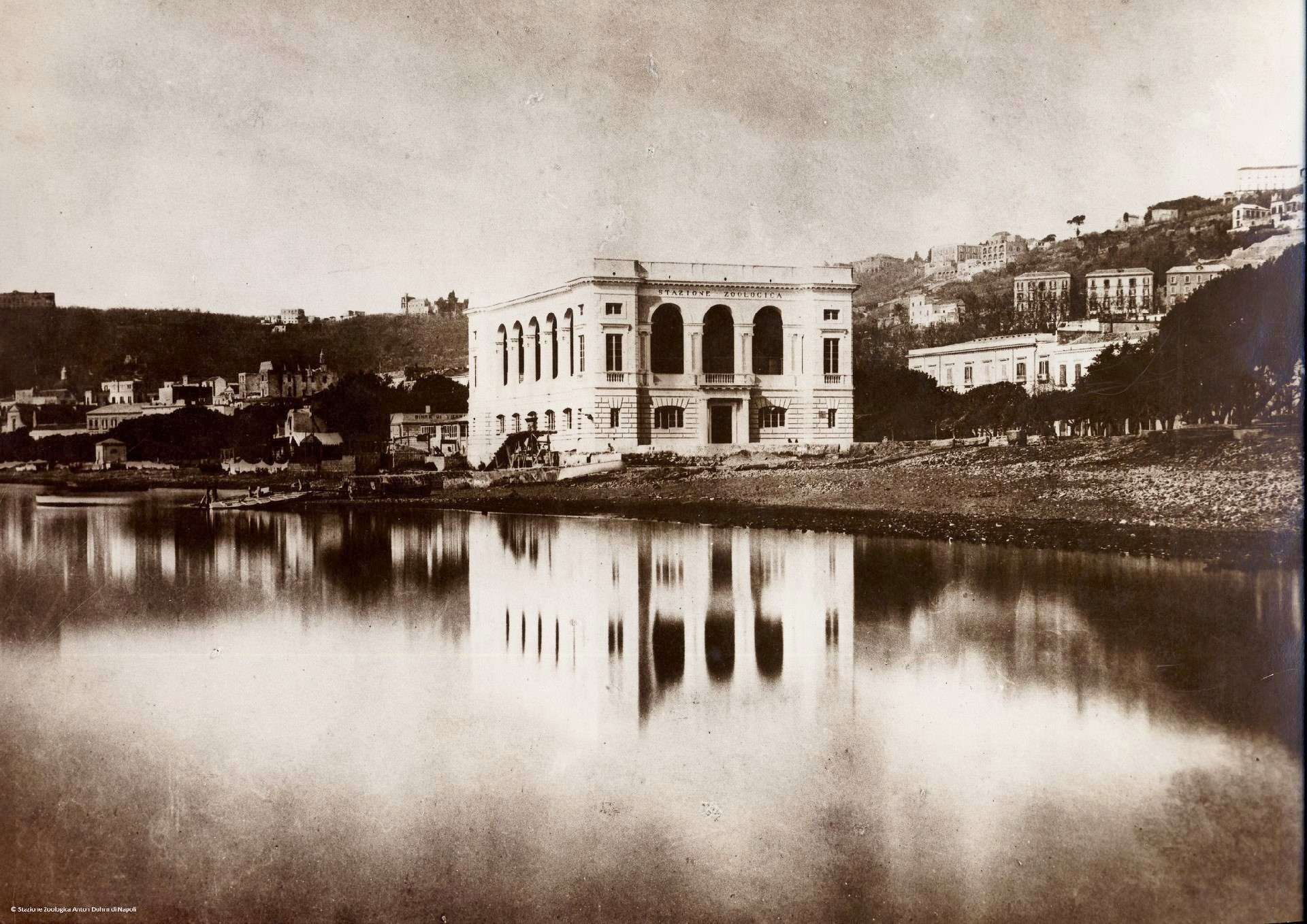
Il primo fabbricato della Stazione zoologica di Napoli, corrispondente al blocco centrale dell’attuale edificio. Edificato a partire dal marzo del 1872, lungo l’antica linea di costa, nel borgo di Mergellina nel quartiere Chiaia, fu completato nel settembre del 1873 (immagine tratta da Procino, s.d.)

Intanto nel 1870 a Mergellina, nel palazzo Torlonia dove il padre di Salvatore prestava servizio come portinaio, erano venuti ad abitare lo zoologo tedesco Anton Dohrn, reduce dall'esperienza messinese, e il diplomatico di origini russo-polacche Egor Ivanovič Baranovskij, di cui Dohrn avrebbe sposato nel 1874 la figlia, Marija Egorovna Baranovskaja.
L'arrivo di Dohrn a Napoli e la susseguente fondazione della Stazione zoologica nel 1872 segnarono una svolta della vita del giovane Lo Bianco, che era destinato altrimenti ad essere avviato ad un qualche modesto mestiere.
Infatti, nel 1874, Anton Dohrn, cedendo alle insistenze del padre del ragazzo, accolse il giovane appena quattordicenne tra il personale del suo istituto «promettendogli un piccolo salario e adibendolo al servizio dei naturalisti, che venivano a lavorare nella Stazione zoologica».
E alla Stazione zoologica emerse, nel giovane Turillo, un suo innato talento, che mai altrimenti avrebbe potuto esprimersi. Una naturale predisposizione nello scoprire nuovi metodi di conservazione degli animali marini, unita a «un'insaziabile avidità di sapere», portarono Lo Bianco ad affermarsi in ambito scientifico e, al di là di ogni immaginazione, ad essere riconosciuto, agli inizi del XX secolo, come «la più competente autorità del nostro paese in materia di biologia marina».

### Da ultimoservitorelloa responsabile del reparto per la conservazione degli animali marini
Inizialmente il giovane Lo Bianco fu addetto alla pulizia dello stanze e dei tavoli di lavoro dei ricercatori e, disimpegnate queste incombenze, a prestare servizio come inserviente nel reparto della conservazione.
Era questo un laboratorio dove due giovani scienziati tedeschi, lo zoologo Richard Schmidtlein e il chimico August Müller, si occupavano della conservazione degli animali marini, fissati e preparati a secco, in soluzione o in forma di vetrini.

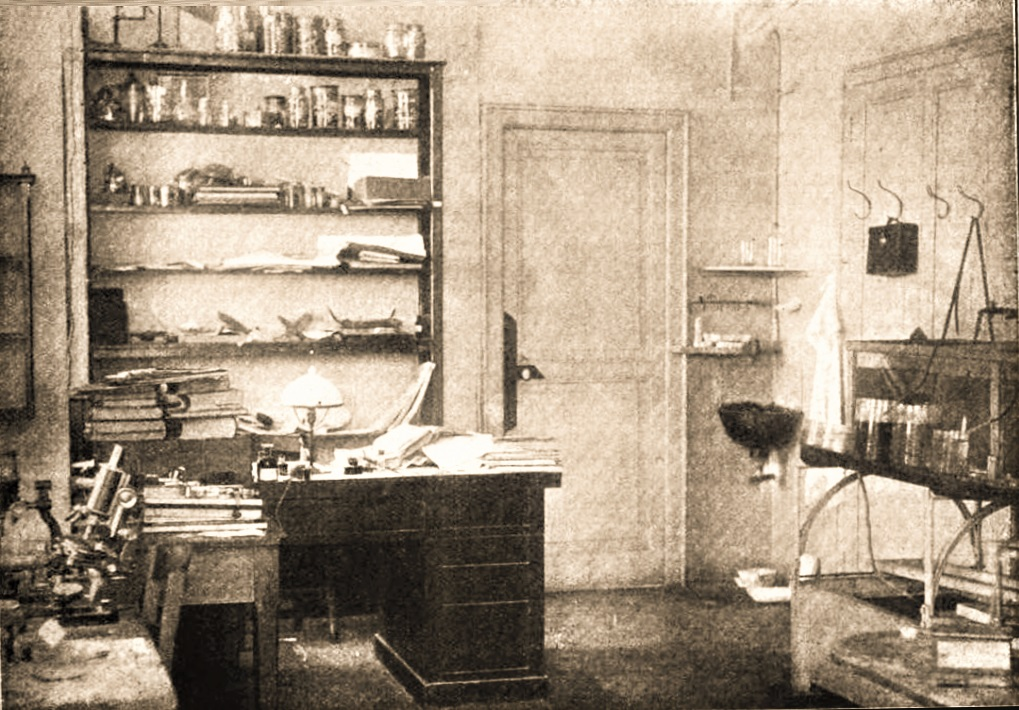
La stanza di uno studioso ospite della Stazione zoologica di Napoli, nel 1917. A sinistra, il tavolo da lavoro con i microscopi e il microtomo, il reagentario, il termostato e vari altri strumenti. A destra, le vasche a circolazione d'acqua di mare per l’allevamento degli organismi studiati, così da poterne seguire lo sviluppo. Sugli scaffali, i libri e i contenitori cilindrici con i preparati in soluzione, eseguiti nel reparto della conservazione (immagine tratta da Pierantoni, 1917

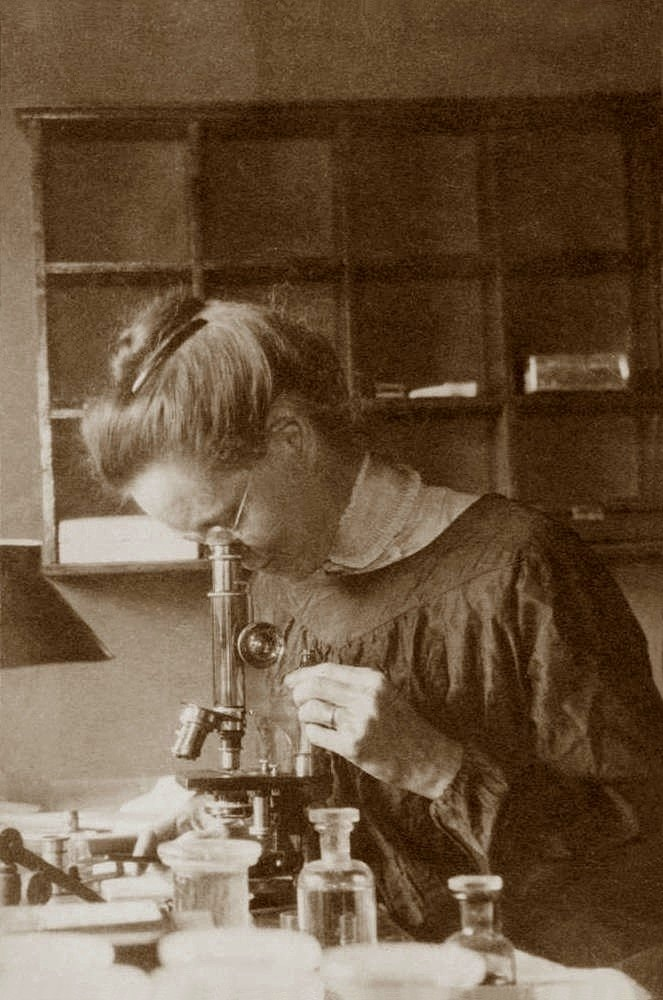
Una ricercatrice ospite della Stazione zoologica di Napoli, al suo tavolo di lavoro. La genetista e microbiologa statunitense Nettie Stevens, (Napoli, 1901-1902)

Quotidianamente il materiale biologico, frutto della pesca scientifica bentonica e planctonica, veniva ripartito tra quello da destinare all'Acquario, quello da affidare ai laboratori come materiale di studio per i ricercatori ospiti della Stazione e, infine, quello da preparare nel reparto della conservazione per essere venduto ai musei zoologici, alle Università e agli studiosi in Italia e all'estero. Questa attività era importante perché contribuiva a garantire l'autonomia finanziaria della Stazione zoologica, che era all'epoca un'istituzione privata.
A quei tempi l'arte della conservazione degli animali marini era appena agli inizi e, specialmente per gli Invertebrati, si preferivano nelle collezioni zoologiche i modelli in vetro o in cera o in gelatina, data l'impossibilità di ottenere dei preparati biologici naturali di questi organismi, conservabili allora solo in alcool ma con perdita dei colori e del turgore corporeo.
Alla Stazione zoologica notevoli progressi erano stati fatti da August Müller, che aveva sperimentato nuove tecniche di conservazione «che il Turillo seguiva con grande attenzione, adoperandosi poi a ripetere per conto suo le manipolazioni».
Sotto la guida di August Müller, Salvatore Lo Bianco apprese così bene l'arte della conservazione che, quando il suo maestro morì prematuramente nel 1881, fu chiamato da Anton Dohrn a succedergli nella direzione del reparto della conservazione «e questa poté, com'è noto in tutto il mondo zoologico, raggiungere una perfezione fino ad allora ignota».

### Le nuove tecniche di conservazione e la fama internazionale
«Dimostrando grande assiduità, molto talento e un vero entusiasmo per la scienza,» Lo Bianco perfezionò le tecniche di conservazione apprese da Müller e ne inventò di nuove, come nel caso degli Cnidari o dei Sifonofori, delicatissimi Idrozoi sino ad allora impossibili da conservare.
Privo di una conoscenza strutturata della chimica, ma solo «provando e riprovando», Lo Bianco riuscì a fissare le forme viventi nel loro stato di piena espansione, mantenendone anche i colori originali, col risultato che l'aspetto generale dei preparati corrispondeva a quello degli organismi osservati dal vivo nel loro habitat naturale, in condizioni ottimali per lo studio o per l'esposizione nei musei.

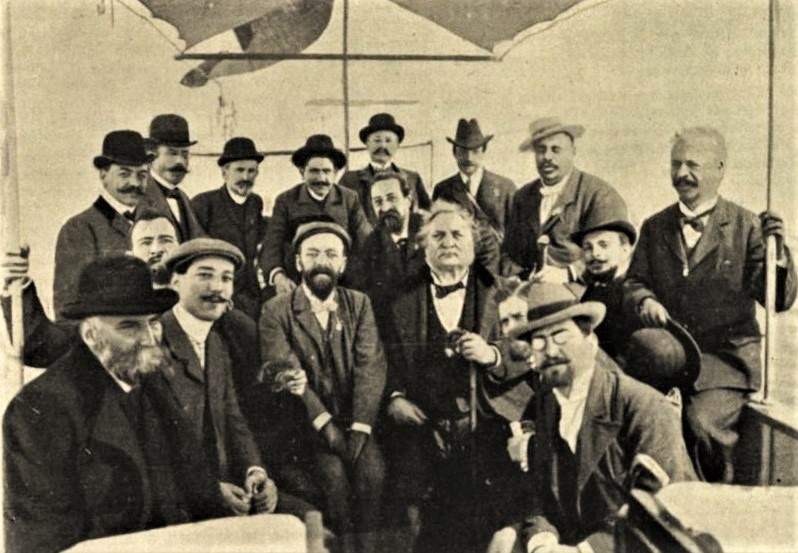
Gli zoologi che, in occasione della Seconda Assemblea ordinaria e Convegno dell'Unione Zoologica Italiana a Napoli, parteciparono il 12 aprile 1901 alla pesca pelagica e alle dragate sulla secca di Benda Palummo a bordo del Johannes Müller, vaporino della Stazione zoologica. Salvatore Lo Bianco è a destra nella foto, seduto sul bordo dell'imbarcazione, con in testa un cappello bianco (fotografia di Carlo Crocco Egineta)

La fama di Lo Bianco, dovuta alla sua «capacità di raccogliere, trattare e conservare anche gli esemplari marini più fragili», si diffuse rapidamente e intere collezioni di animali marini, conservati in liquido, furono acquistate da istituzioni scientifiche in tutto il mondo. «Il lavoro di Lo Bianco procurò alla Stazione zoologica di Napoli una fama mondiale, connessa alla qualità unica dei suoi preparati».
«Per molto tempo» scrisse Lo Bianco «ho dovuto avere una certa riserva nel comunicare i risultati a cui man mano arrivavo». Era per disposizioni ricevute da Dohrn «che non voleva che l'arte di Lo Bianco venisse troppo divulgata».
Quando, finalmente, fu autorizzato a condividere le sue particolari conoscenze empiriche, Lo Bianco lo fece sia pubblicandole integralmente su vari giornali scientifici italiani e stranieri, sia istruendo un «piccolo manipolo di giovani volenterosi» che, sotto la sua direzione, impararono ad applicare i suoi metodi e, soprattutto, assicurarono nel tempo la continuazione dell'attività del laboratorio.
Lo Bianco non fu solo un tecnico esperto nella conservazione: «egli seppe anche essere efficacissimo maestro e abile ricercatore».

### La direzione dell'acquario, l'attività di formatore e le campagne oceanografiche di Krupp
Lo Bianco svolse altre attività, oltre quelle di reperimento e di conservazione del materiale biologico da affidare ai laboratori. Si occupò infatti anche della gestione scientifica dell'Acquarium che, proprio durante la sua direzione, «riscosse l'ammirazione di visitatori sempre più numerosi e acquistò fama mondiale».

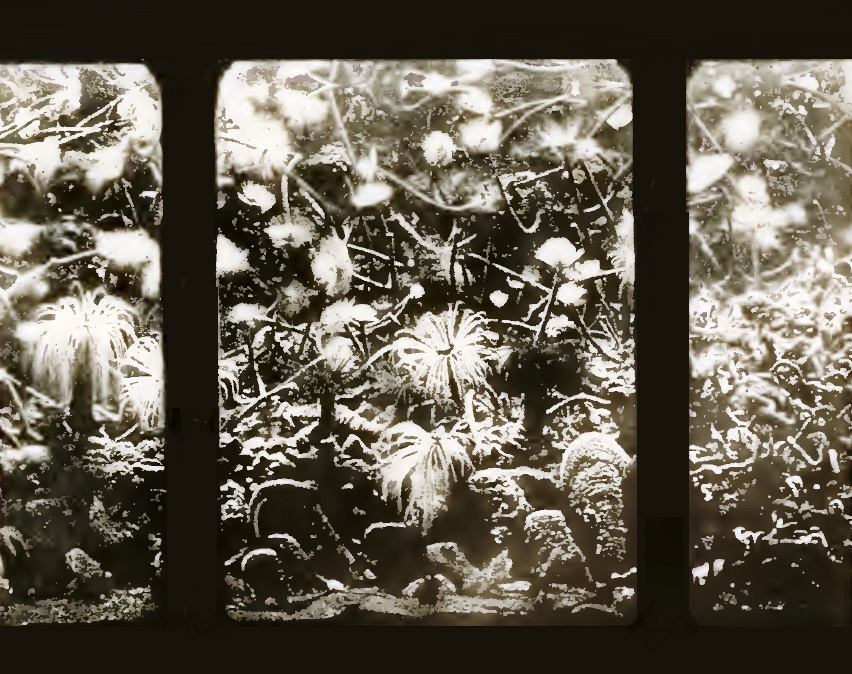
La vasca con gli anellidi tubicoli e gli anemoni di mare dell’Acquario della Stazione zoologica di Napoli nel 1901

Quando poi Dohrn, siglando particolari accordi con il Ministero della Marina italiano e coi governi di diversi Stati europei, riuscì «a rendere utili anche alle scienze naturali i continui viaggi che si fanno in mari lontani dalle R. navi», Lo Bianco fu incaricato nel 1882 della formazione scientifica del personale con le istruzioni sui metodi di raccolta e di conservazione dei reperti di piante e animali marini.
Infine, nei primi due anni del Novecento, Lo Bianco svolse un altro incarico, scaturito da un'altra singolarissima circostanza che vide protagonista ancora una volta un cittadino tedesco, Friedrich Alfred Krupp.
Erede «suo malgrado» della dinastia di Essen, famosa per la produzione di acciaio e per le fabbriche di armi e munizioni, Fritz , come era chiamato familiarmente Krupp, era anche un filantropo e amava trascorrere i mesi invernali e buona parte dei suoi momenti di riposo a Capri.  

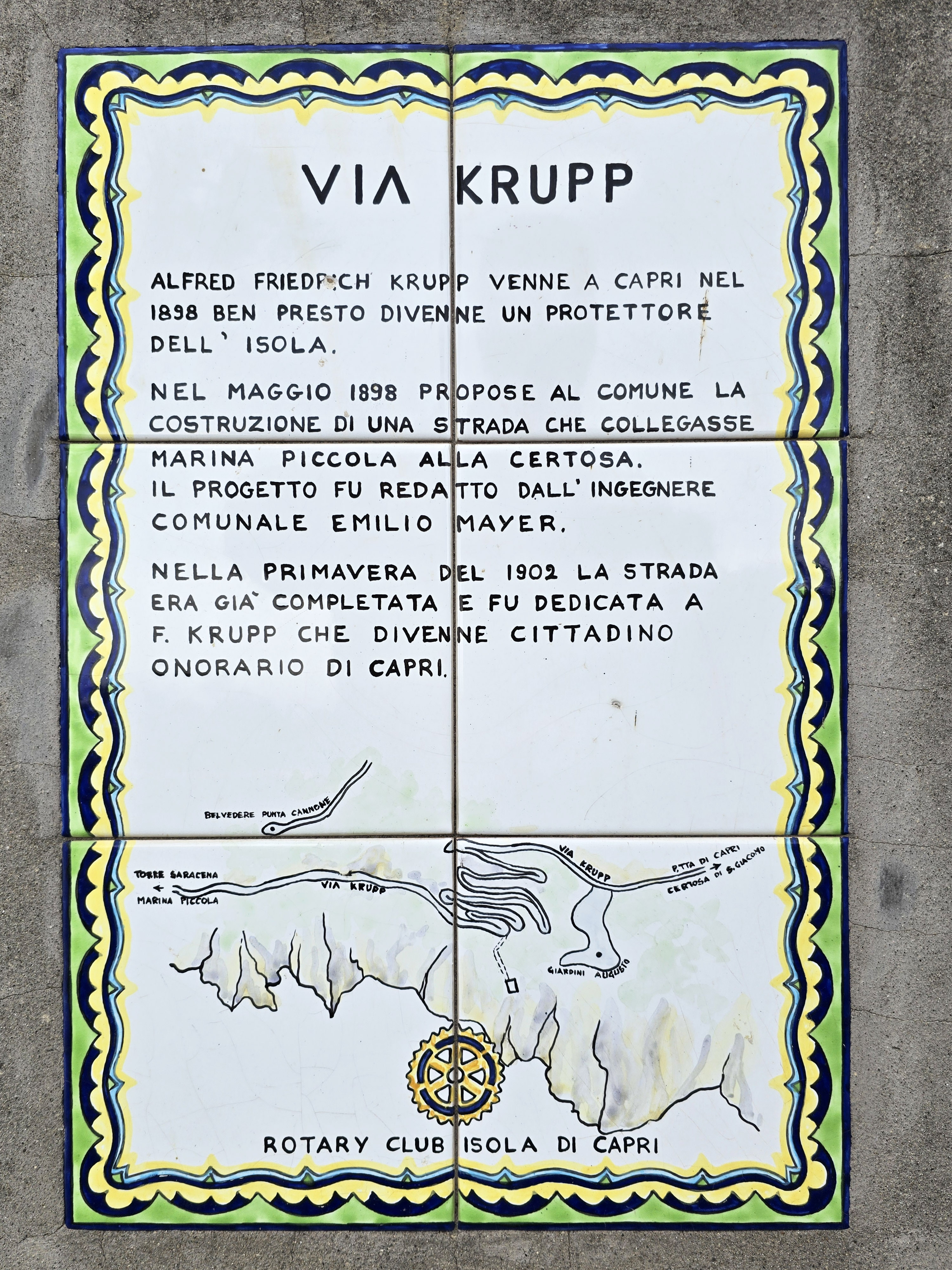
Via Krupp

Qui aveva acquistata, tra l'altro, un'ampia proprietà che trasformò in un parco, da dove fece poi partire una stradina ripida e tortuosa, che da allora porta il suo nome, per poter raggiungere direttamente il Puritan, uno dei suoi panfili ormeggiato alla Marina Piccola. 

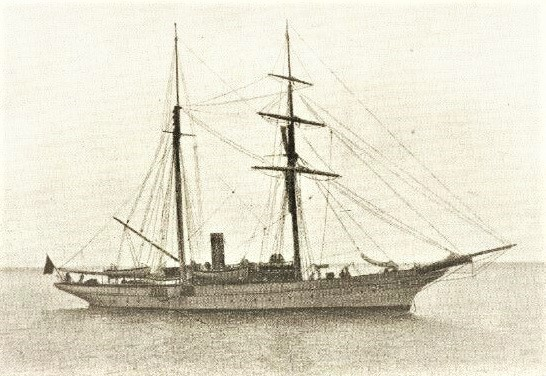
Lo yacht a vapore Puritan di F. A. Krupp fotografato a Capri, davanti Marina Piccola, nell’estate del 1902 (fotografia di Carlo Crocco Egineta)

Appassionato cultore di scienze naturali, «ebbe vaghezza» di dedicarsi alla conoscenza degli animali marini e chiese consiglio all'amico Dohrn, che gli propose di affiancargli come esperto Lo Bianco e Lo Bianco riuscì, a tutto vantaggio della biologia marina, a «rendere fruttifero questo inconsueto capriccio d'un milionario».
Sotto la sua direzione scientifica e con la «ricchezza illimitata» e il naviglio di Krupp, «equipaggiato con tutte le attrezzature che la più raffinata tecnologia potesse suggerire», furono portate a termine due campagne oceanografiche alla scoperta della fauna abissale mediterranea, che non era allora per niente conosciuta. La prima campagna si svolse nel 1901 nei dintorni di Capri, con il piccolo yacht Maja; la seconda, e anche ultima per la morte improvvisa di Krupp, nel 1902 con il Puritan anche in diverse altre zone del Mediterraneo.
I risultati delle due campagne, che superarono di molto le aspettative, furono oggetto di due lunghe relazioni da parte di Lo Bianco, che ne curò anche le edizioni in tedesco.

### Nomine, onorificenze e altri riconoscimenti
Nel 1889 Lo Bianco fu insignito del titolo di Cavaliere dell'Ordine della Corona d'Italia e nel 1897 di Uffiziale dell'Ordine dei Santi Maurizio e Lazzaro, quando era già Cavaliere dello stesso ordine. Inoltre fu nominato Cavaliere dell'Ordine di Sant'Anna, dell'Ordine della Corona di Prussia e dell'Ordine di Isabella la Cattolica e fu insignito della Croce al Merito navale di Spagna.

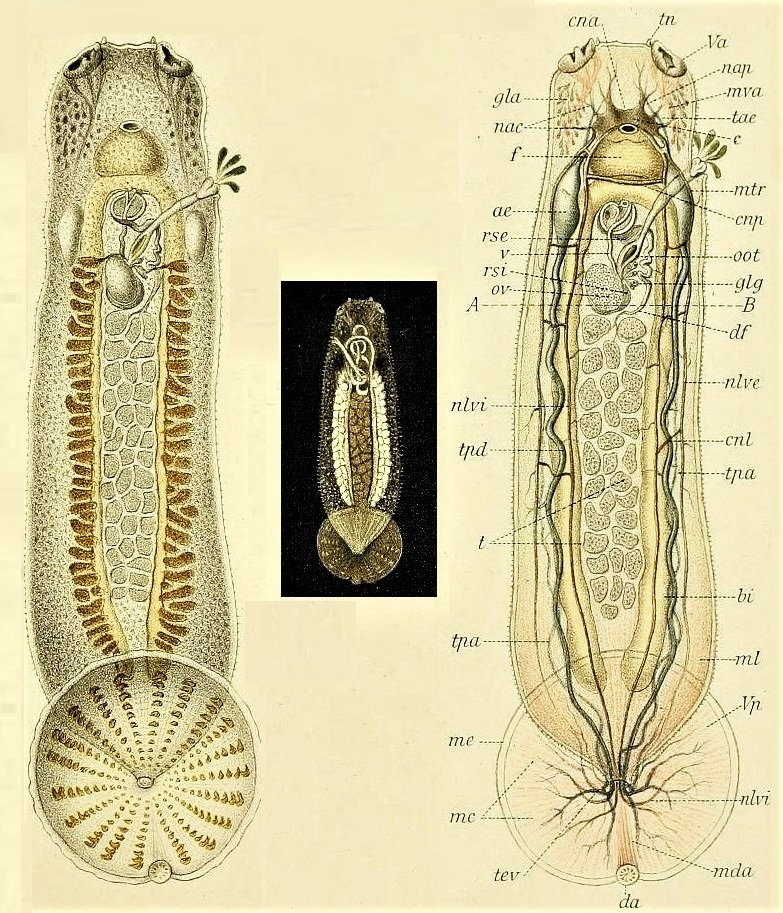
LAcanthocotyle lobianchi Monticelli, 1888 (phylum Platyhelminthes, classe Monogenea), nuova specie di verme ectoparassita istituita da F. S. Monticelli nel 1888 e dedicata a S. Lo Bianco

Lo Bianco fece anche parte di numerose società e istituzioni scientifiche italiane e straniere. Fu socio correspondiente extranjero della Real Sociedad Española de historia natural di Madrid, socio corrispondente dell'Accademia Gioenia di Catania e dell'Accademia Nazionale dei Lincei, nella Classe di Scienze fisiche, matematiche e naturali. A Napoli fu socio ordinario residente della Società dei Naturalisti e del R. Istituto d'Incoraggiamento e fu anche membro della Società imperiale di Vienna.
Nel 1895, su proposta di Salvatore Trinchese, la R. Università di Napoli gli conferì, per meriti scientifici, la laurea honoris causa in Scienze naturali.
Nel 1888 gli venne assegnata la Medaglia dei XL per le scienze fisiche e naturali, onorificenza che l’allora Società Italiana delle Scienze conferiva annualmente ad illustri studiosi italiani di scienze matematiche e di scienze fisiche e naturali.
Lo Bianco fece parte per dieci anni della Commissione consultiva della Pesca del Ministero d'Agricoltura, Industria e Commercio e della Commissione compartimentale della pesca marittima in Napoli.
In segno di stima quand'era in vita, e per renderne poi omaggio alla memoria, furono molti gli zoologi italiani e stranieri che vollero dedicargli nuove famiglie, nuovi generi e nuove specie, anche in segno di gratitudine per aver ricevuto,  proprio da Lo Bianco, il materiale di studio per le loro ricerche e i nuovi organismi che Lo Bianco aveva scoperto, ma che gli impegni di lavoro non gli avevano lasciato il tempo necessario per poterli studiare.
Nel 1973, in omaggio alla sua memoria l'Istituto per le Ricerche Biologiche e le Biotecnologie Marine (IRBIM) del Consiglio Nazionale delle Ricerche ha ribattezzato con il nome di Salvatore Lo Bianco una motonave, di trenta metri e otto uomini di equipaggio, adibita a ricerche oceanografiche e assegnato all’Istituto Ricerche sulla Pesca Marittima (IRPEM) di Ancona.

## Attività scientifica
Salvatore Lo Bianco fu autore di numerose ricerche originali in diversi settori della biologia marina.

### Gli esordi in biologia marina e le prime pubblicazioni
Frutto dei molti anni di metodiche osservazioni fu il suo primo lavoro. Una lunga memoria sulla biologia in generale degli animali marini del golfo di Napoli e, in particolare, sulle loro epoche riproduttive. La memoria avrebbe avuto due edizioni aggiornate negli anni successivi.

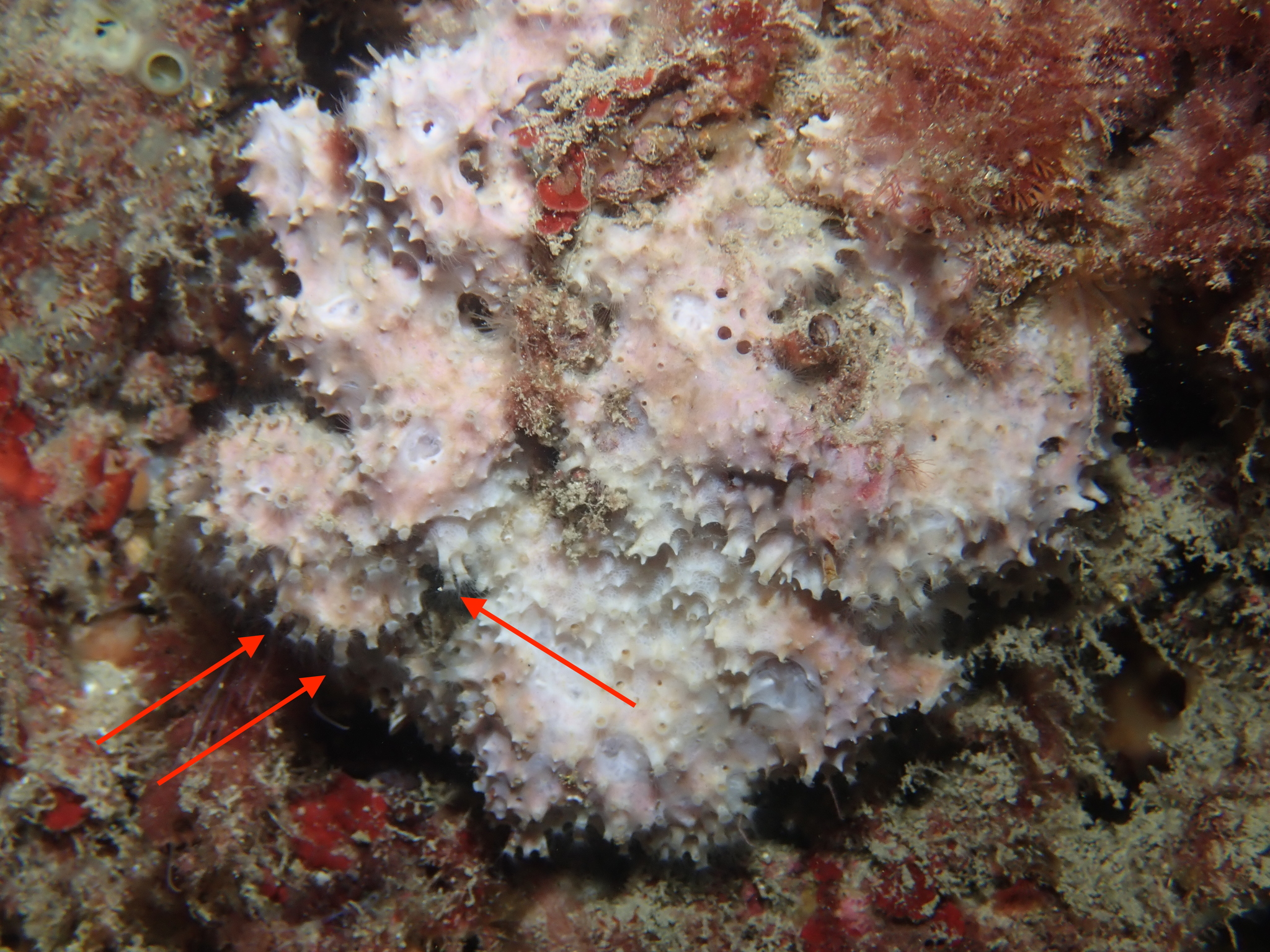
Larve polipoidi di N. punctata con bocca e tentacoli sporgenti dagli osculi dello spongocele della spugna ospite

Nel giugno del 1890, assieme a Paul Mayer, ebbe l'opportunità di occuparsi della Nausithoë punctata Kölliker, 1853, avendone ritrovate molte piccole efire nello spongocele di una grande spugna, pescata alla secca di Chiaia. Le efire nascevano per strobilazione dalle larve polipoidi (scifistoma), che erano ospiti commensali contenuti in gran numero all'interno dello spongocele, con bocca e tentacoli sporgenti dagli osculi. Seguendo lo sviluppo delle efire, Lo Bianco e Mayer confermarono l'ipotesi di Il'ja Il'ič Mečnikov secondo cui N. punctata non era altro che il primo stadio medusoide dello scifozoo denominato allora Spongicola fistularis Schulze, 1877 (=Stephanoscyphus mirabilis Allman, 1874) e, successivamente, accettata appunto come N. punctata.
Intanto Dohrn si era finalmente deciso ad affidare a Lo Bianco il compito di illustrare i metodi empirici da lui escogitati per la preparazione e la conservazione degli animali marini. E Lo Bianco pubblicò una sobria monografia specialistica, che fu accolta con unanime favore e non solo da coloro che si occupavano di conservazione.
Nella monografia, poi tradotta in diverse altre lingue, vi erano i consigli sulle accortezze da osservare nella delicatissima fase della soppressione degli esemplari, le informazioni sugli anestetici, sugli utensili e sui reattivi per la preparazione preliminare, la fissazione e la conservazione definitiva e,  infine, il formulario delle soluzioni e i metodi specifici da applicare, a seconda della categoria sistematica a cui apparteneva l'animale da preparare.

### I contributi in elmintologia e carcinologia
Di tre anni più tardi è una memoria di Lo Bianco con il primo censimento sistematico degli Anellidi tubicoli del golfo di Napoli.

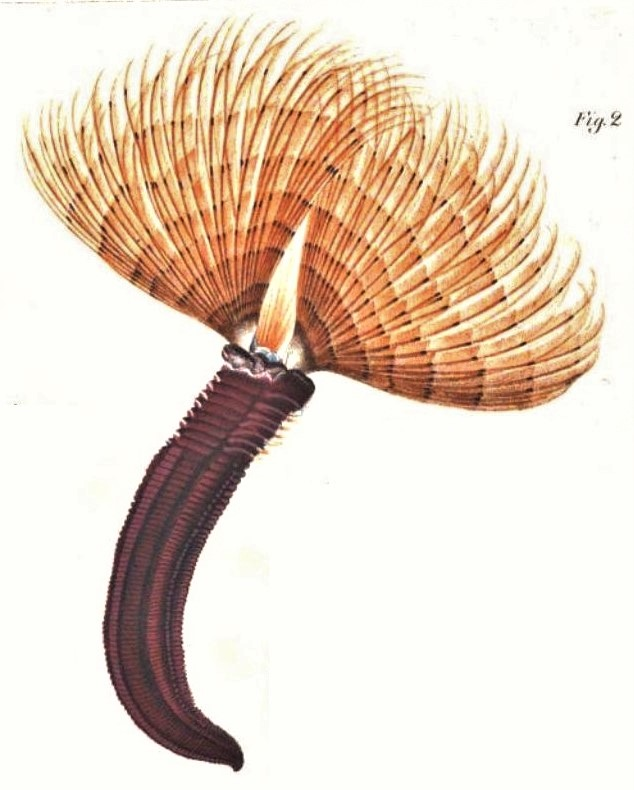
Bispira mariae Lo Bianco, 1893 (Phylum Annelida, classe Polychaeta). La nuova specie di anellide tubicolo istituita da Lo Bianco nel 1893. Disegno di C. Merculiano, inciso e litografato da A. Serino (immagine tratta da Lo Bianco, 1893a)

In questo lavoro Lo Bianco descrisse l'anatomo-morfologia di 106 specie diverse appartenenti a questo phylum di elminti metamerici. Riportò inoltre una serie di informazioni biologiche, generalmente trascurate dagli Autori precedenti, quali il colore dell'animale vivente, la costituzione e la presenza del tubo in alcune famiglie, l'epoca della riproduzione e la loro ubicazione nonché la distribuzione geografica nel Golfo. Fece poi rilevare quello che la fauna locale aveva di comune con il Mediterraneo e con altri mari, risolse le sinonimie delle specie descritte e istituì e figurò tre nuove specie.
La memoria venne premiato nel concorso indetto dall'Accademia delle Scienze fisiche e matematiche della Società Reale di Napoli, quale migliore monografia degli Anellidi tubicoli del Golfo di Napoli.
Nei primi anni del Novecento, Lo Bianco svolse ricerche anche sui Crostacei e, in collaborazione con Francesco Saverio Monticelli, pubblicò diversi lavori sulle serie di sviluppo complete di diversi generi di Peneidi del golfo di Napoli. Quella fra i due studiosi, fu una «geniale associazione di due menti altissime», in cui Lo Bianco si occupava principalmente della ricerca e del riconoscimento delle larve planctoniche e degli stadi intermedi fino alle forme adulte e della descrizione della loro biologia, e Monticelli ne illustrava l'anatomo-morfologia e ne definiva la collocazione sistematica.

### Le relazioni sulle pesche pelagiche con F. A. Krupp
A quei primi anni del Novecento risalgono anche le due relazioni sulle pesche pelagiche abissali, prevalentemente planctoniche ma anche bentoniche, dirette da F.A. Krupp, prima col Maja e poi col Puritan.

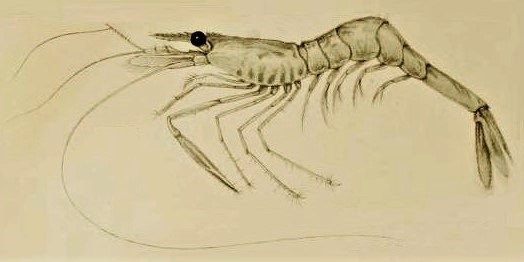
Anchistia kornii Lo Bianco, 1903 accettata come Periclimenes kornii (Lo Bianco, 1903) (Subphylum Crustacea, classe Malacostraca). La nuova specie di crostaceo decapode istituita da Lo Bianco nel 1903 (immagine tratta da Lo Bianco, 1903a)

Lo Bianco introdusse entrambe le relazioni con alcune informazioni di carattere generale sulle navi e una più dettagliata descrizione delle attrezzature di pesca.

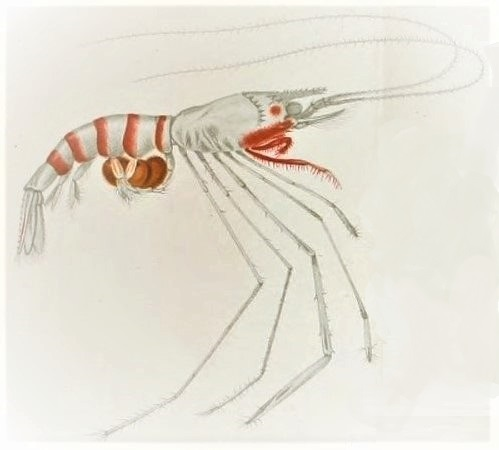
Richardina fredericii Lo Bianco, 1903 (Subphylum Crustacea, classe Malacostraca). Femmina della nuova specie di crostaceo decapode istituita da Lo Bianco nel 1903. Sotto l'addome sono visibili tre grandi uova attaccate ai pleopodi (immagine tratta da Lo Bianco, 1903a)

Di seguito riportò delle schede, una per ciascuna retata, con la lista delle specie pelagiche raccolte e determinate, nonché con le notizie riguardanti la rete usata, il tempo, la lunghezza del cavo filato e salpato, la località di pesca e la direzione della retata.
Più avanti inserì l'elenco generale degli animali raccolti, ordinati sistematicamente, con la descrizione delle singole specie, molte delle quali mai pescate nel Mediterraneo o mai trovate nel golfo di Napoli e, alcune, nuove in assoluto per la scienza.
In conclusione espresse alcune considerazioni sulla distribuzione, sia batimetrica che corografica, del plancton del golfo di Napoli dando l'elenco delle forme tipiche che vi si ritrovano.
Nella seconda relazione riferì anche dei risultati delle pesche bentoniche con una scheda per ciascuna retata, l'elenco generale del benthos raccolto con la slitta di fondo e alcune considerazioni sulla fauna profonda.

### L'ultimo decennio e la morte prematura
Nel frattempo, contando sul ricchissimo materiale accumulato in anni di raccolte e di osservazioni, Lo Bianco aveva concepito l'idea di descrivere e figurare le forme post-larvali delle specie più comuni di pesci ossei del golfo di Napoli. La morte prematura gli impedì di portare a termine il progetto, del quale riuscì a pubblicare solo alcune note con pochissima parte dei risultati da lui ottenuti.

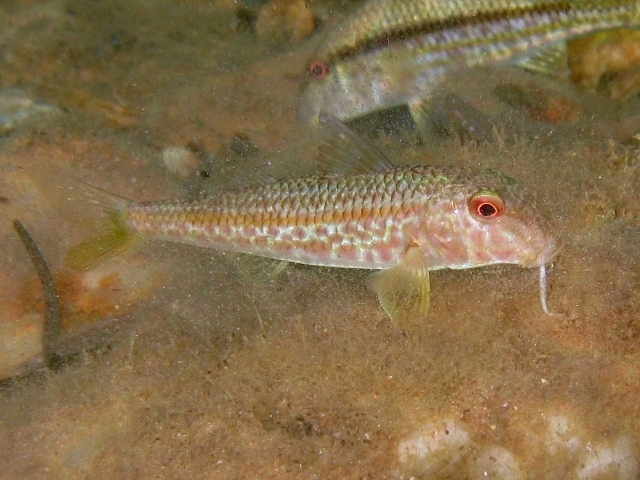
Esemplare di Mullus barbatus Linnaeus, 1758, (triglia di fango) con ben evidenti i bargigli tattili

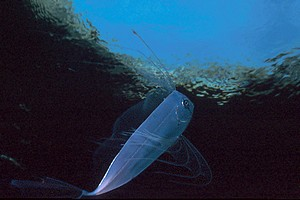
Esemplare di Trachipterus taenia (Bloch & Schneider, 1801), poi Trachipterus trachypterus (Gmelin, 1789) (pesce nastro)

In una prima nota, presentata all'Accademia dei Lincei nel 1907, analizzò dal punto vista embriologico e fisiologico il cambiamento cli funzione di un organo delle specie del genere Mullus Linnaeus, 1758.
Dimostrò che i barbigli tattili attaccati all'osso ioideo sotto la mascella inferiore di queste specie, derivavano dal primo paio di raggi branchiostegali che, già presenti nelle prime forme post-larvali, si trasformavano così da organo di sostegno in organo di senso.
In una nota successiva del settembre del 1907, Lo Bianco descrisse tre uova di Trachipterus taenia (Bloch & Schneider, 1801), contenenti altrettanti embrioni in differenti fasi di sviluppo, ed una giovane larva appartenente alla stessa specie.

Discusse inoltre e confutò le conclusioni di Carlo Emery, che aveva ascritto al genere Trachipterus Goüan, 1770 due giovani larve da lui descritte, dimostrando che appartenevano invece alla serie evolutiva di un Pleuronectiformes e propriamente, del genere Ammopleurops Günther, 1862.

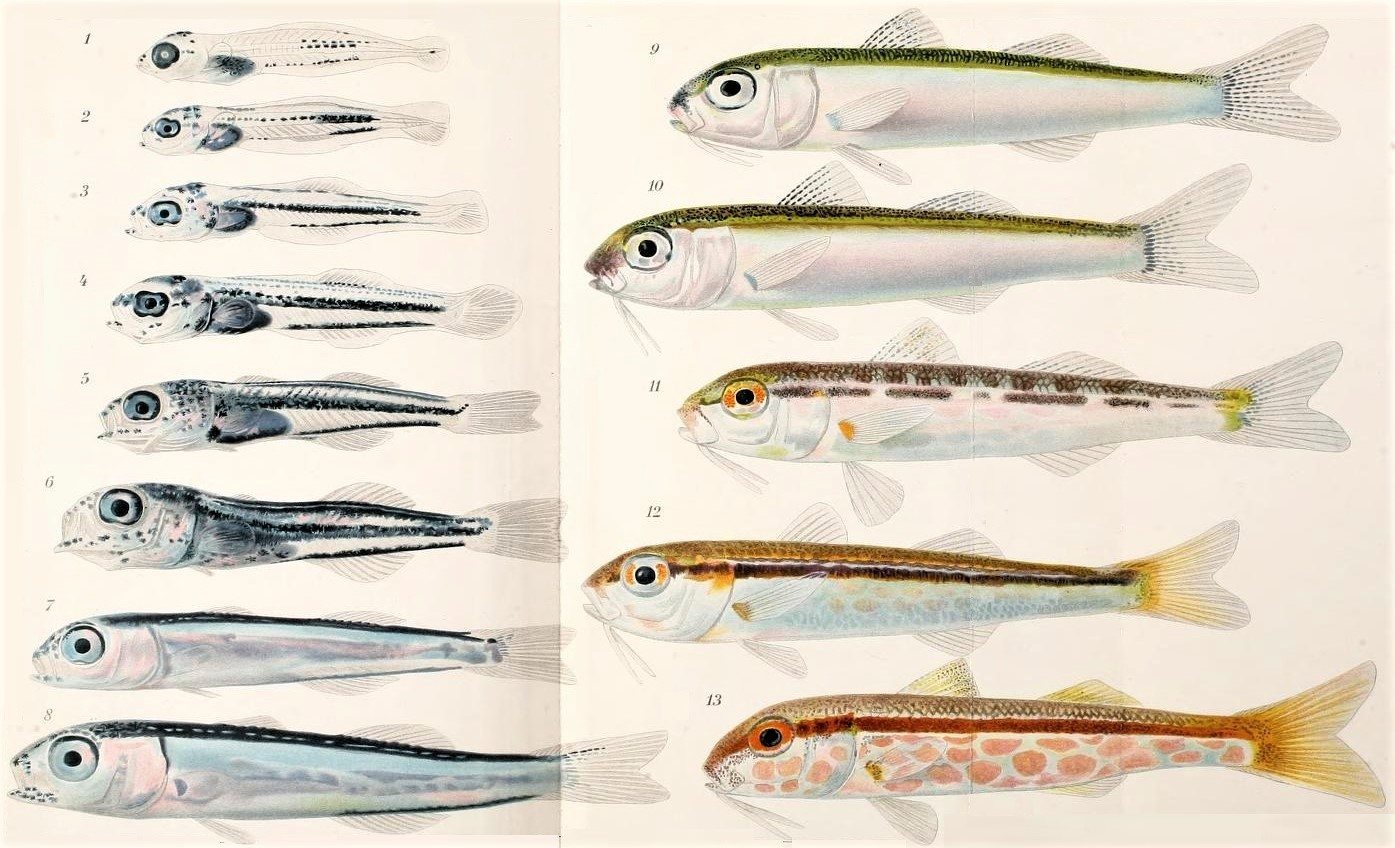
Sviluppo post-larvale e giovanile del Mullus barbatus Linnaeus, 1758 (triglia di fango). La serie inizia con la raffigurazione di una larva lunga 4,5 mm col corpo ancora circondato dalla pinna primordiale (fig. 1) e termina con la raffigurazione di un esemplare giovane lungo 45 mm e aventi tutti i caratteri e la colorazione specifica degli adulti (fig. 13). Disegni di V. Serino (immagine tratta da Lo Bianco, 1908b)

Nella terza nota, del novembre del 1907, si occupò ancora del genere Mullus trattando della serie di sviluppo del M. barbatus Linnaeus, 1758, la comune triglia di fango.
Lo Bianco cominciò col riportare le notizie descrittive sulle uova e sulle larve sgusciate, già riferite dai Autori precedenti perché facili da osservare anche in acquario, per poi esplorare molto dettagliatamente l'anatomo-morfologia e la biologia degli stadi larvali pelagici fino alla migrazione verso la costa dei giovani Mullus.
Come scoprì e documentò Lo Bianco, questo passaggio dalla fase pelagica transitoria alla fase di fondo era segnato, tra l'altro, da un graduale cambiamento di colorazione della livrea dovuto all'adattamento, a scopo mimetico, dell'animale alle progressive variazioni di colore dell'acqua di mare man mano che migrava verso la costa. In conclusione Lo Bianco riferì informazioni sulla morfologia, la livrea, le abitudini e la biologia dei giovani Mullus che vivono sul fondo.
Contemporaneamente Lo Bianco si occupò anche di problemi legati alla pesca marittima e all'acquacoltura, anche come membro della Commissione consultiva della Pesca, dove fu autore di diverse relazioni tecniche.

### Le pubblicazioni postume
Alla morte di Lo Bianco moltissimo materiale fu ritrovato tra le sue carte. Si trattava in piccola parte di contributi già destinati alla pubblicazione mentre, tutto il resto, era costituito da serie complete di esemplari in liquido e da riproduzioni a colori di stadi larvali e post-larvali di teleostei eseguite, sotto la sua direzione scientifica, da Comingio Merculiano e Vincenzo Serino, disegnatori della Stazione zoologica.
Nel giugno del 1911, i due contributi già pronti per la stampa furono pubblicati integralmente, e a suo nome.
Il primo di essi era una argomentata dissertazione sull'influenza delle condizioni fisico‐chimiche dell'ambiente marino sugli organismi viventi, con particolare riguardo alle relazioni fra le condizioni biologiche dei vari organismi e la loro riproduzione.
Il secondo era un ulteriore contributo al suo incompiuto progetto di descrizione e figurazione del ciclo evolutivo dei più comuni pesci ossei del golfo di Napoli. In particolare la nota riportava la descrizione di alcuni stadi post-larvali piuttosto avanzati appartenenti a quattro diverse specie rare di Gadidiae Rafinesque, 1810 del golfo di Napoli.
Il materiale invece che Lo Bianco aveva raccolto e seriato per servire di base allo descrizione della storia naturale dei pesci ossei, fu oggetto di studio e sistemazione da parte di vari specialisti di biologia marina a partire dal 1927. I risultati furono poi pubblicati in una imponente monografia edita in tre parti a partire dal 1931 «con grande vantaggio della biologia marina, sia dal punto cli vista scientifico che da quello delle sue applicazioni alla industria della pesca».

## Contributi scientifici

### Lavori di tecnica della conservazione
- Metodi usati nella Stazione Zoologica per la conservazione degli animali marini, in Mitth. Zool. Station zu Neapal, IX, n. 3, Leipzig, Wilhelm Engelmann, 1890,  pp. 435-474.
- (Traduzione di Félix-Édouard Bernard), Méthodes en usage a la Station zoologique de Naples pour la conservation des animaux marins, in Bull. Sc. France et Belgique, XXIII (IV), Paris, Georges Carke & Paul Klincksieck, 1891,  pp. 100-147.
- (traduzione di Edmund Otis Hovey), The Methods Employed at the Naples Zoological Station for the Preservation of Marine Animals, in Bull. U.S. Natl. Mus. Directions for Collecting and Preserving specimens, XXXIX, M, Washington, Smithsonian Institution, 1891,  pp. 1-42.
- (Traduzione di Manuel Cazurro y Ruiz), Métodos Usados en la Estación Zoológica de Nápoles Para la Conservación de Los Animales Marinos, in Anales de la Sociedad Española de Historia Natural, XX-XXI, Madrid, 1891,  pp. 273-322.
- (Traduzione di Nikolaĭ Vasilʹevich Sli︠u︡nin), Metody konservirovanīi︠a︡ morskikh zhivotnykh, upotrebli︠a︡emye na zoologicheskoĭ stant︠s︡īi v Neapoli︠e︡, S. Peterburg, Tip. Morskago Ministerstva, 1892.[71]

### Lavori di biologia marina
- Notizie biologiche riguardanti specialmente il periodo di maturità sessuale degli animali del Golfo di Napoli, in Mitth. Zool. Station zu Neapal, VIII, n. 3, Leipzig, Wilhelm Engelmann, 1888,  pp. 385-440.
- (In collaborazione con Paul Mayer), Spongicola und Nausithoë, in Zool. Anz., XIII, n. 351, Leipzig, Wilhelm Engelmann, 1890,  pp. 687-688.
- Gli Anellidi tubicoli trovati nel Golfo di Napoli, in Atti Acc. Sc. Fis. e Mat. Soc. R. Napoli, V (II), n. 11, Napoli, Tip. R. Acc. Sc. Fis. e Mat., 1893,  pp. 1-100, tav. 1-3.
- Notizie biologiche riguardanti specialmente il periodo di maturità sessuale degli animali del Golfo di Napoli (2a ediz.), in Mitth. Zool. Station zu Neapal, XIII, n. 4, Leipzig, Wilhelm Engelmann, 1899,  pp. 448-573.
- (In collaborazione con Francesco Saverio Monticelli), Sullo sviluppo dei Peneidi del golfo di Napoli (note riassuntive), in Monit. zooI. ital., XI, Suppl., Firenze, Soc. Tip. Fiorentina, 1900,  pp. 23-31.
- (In collaborazione con Francesco Saverio Monticelli), Comunicazioni sui Peneidi del golfo di Napoli, in Monit. zooI. ital., XII, n. 7, Firenze, Soc. Tip. Fiorentina, 1901,  pp. 198-201.
- (In collaborazione con Francesco Saverio Monticelli), Uova e larve di Solenocera siphonocera Phil., in Monit. zooI. ital., XII, n. 7, Firenze, Soc. Tip. Fiorentina, 1901,  pp. 205-206.
- (In collaborazione con Francesco Saverio Monticelli), Sulla probabile larva di Aristeus antennatus Risso, in Monit. zooI. ital., XIII, Suppl., Firenze, Tip. L. Niccolai, 1902,  pp. 30-31.
- L'azione della cenere caduta durante l'eruzione del Vesuvio nell'Aprile 1906 sulle specie commestibili marine, in Atti R. Ist. d'Incoraggiamento, LVIII (VI) MCMVI, Napoli, Coop. Tip., 1906,  pp. 210-216.
- Azione della pioggia di cenere, caduta durante l'eruzione del Vesuvio dell'Aprile 1906, sugli animali marini, in Mitth. Zool. Station zu Neapal, XVIII, n. 1, Leipzig, Wilhelm Engelmann, 1906,  pp. 73-104.
- L'origine dei barbigli tattili nel genere Mullus (PDF), in Atti R. Acc. Lincei Rend. Cl. Sc. Fis. Mat. e Nat., XVI (V), n. 1, Roma, Tip. R. Acc. Lincei, 1907,  pp. 577-586.
- Uova e larve di Trachypterus taenia Bl., in Mitth. Zool. Station zu Neapal, XIX, n. 1, Leipzig, Wilhelm Engelmann, 1908,  pp. 1-17, tav. I.
- Sviluppo larvale, metamorfosi e biologia della Triglia di fango (Mullus barbatus Lin.), in Mitth. Zool. Station zu Neapal, XIX, n. 1, Leipzig, Wilhelm Engelmann, 1908,  pp. 18-50, tav. II-III.
- Notizie biologiche riguardanti specialmente il periodo di maturità sessuale degli animali del Golfo di Napoli (3a ediz.), in Mitth. Zool. Station zu Neapal, XIX, n. 4, Leipzig, Wilhelm Engelmann, 1909,  pp. 513-761.

### Relazioni sulle pesche pelagiche di F. A. Krupp
- Le pesche pelagiche abissali eseguite dal Maja nelle vicinanze di Capri, in Mitth. Zool. Station zu Neapal, XV, n. 3, Leipzig, Wilhelm Engelmann, 1901,  pp. 413-482, tav. 19.
- Die pelagischen Tiefenfänge der Maja in der Nähe von Capri, Leipzig, Druck von Breitkoff & Haertel, 1902,  pp. 1-85.[72]
- Le pesche abissali eseguite da F. A. Krupp col Yacht «Puritan» nelle adiacenze di Capri e in altre località del Mediterraneo, in Mitth. Zool. Station zu Neapal, XVI, n. 1-2, Leipzig, Wilhelm Engelmann, 1903,  pp. 109-279, tav. 7-9.
- Pelagische Tiefsee-Fischerei der "Maja" in der Umgebung von Capri. Beträge zur Kenntnis des Meeres und seiner Bewohner, 1 di Beträge zur Kenntnis des Meeres und seiner Bewohner, Jena, Gustav Fischer, 1904,  pp. 1-91, pls. 1-41.

### Lavori sulla pesca, l'acquacoltura e relazioni per la Commissione consultiva della pesca
- (In collaborazione con Giustiniano S. Bullo, Davide Carazzi e Decio Vinciguerra), Relazione sulle possibilità di acquacoltura nello Stagnone di Marsala, redatta in seguito a studi sul posto nel mese di gennaio 1898, Marsala, Tip. Luigi Giliberti, 1899,  pp. 1-43.
- Divieto della rete "Lampara", in Annali di Agricoltura, n. 234, Roma, Tip. Naz. G. Bertero & C., 1904,  pp. 91-95.
- Periodo del divieto di pescare le aragoste. Adunanza del 15 dicembre 1904, in Annali di Agricoltura, n. 239, Roma, Tip. Naz. G. Bertero & C., 1905,  pp. 5-14.
- Pesca dei "bianchetti" delle "paase" e "paasette" nei compartimenti marittimi di Genova e di Savona, in Annali di Agricoltura, n. 241, Roma, Tip. Naz. G. Bertero & C., 1906,  pp. 47-61.
- Grande pesca di Sauri avvenuta nel Golfo di Napoli e sue adiacenze durante i mesi da Maggio ad Agosto 1908, in Rivista Mensile di Pesca e Idrobiologia, X, Pavia, 1908,  pp. 213-217.
- La pesca della “Fragaglia” nel golfo di Napoli. durante gli anni: 1906–1909, in Rivista Mensile di Pesca e Idrobiologia, XI, Pavia, 1909,  pp. 1-44.
- Ulteriori studi sulla “Fragaglia” nel golfo di Napoli, in Rivista Mensile di Pesca e Idrobiologia, XII, Pavia, 1910. 1
- Pesca del novellame detto "fragaglia" nel Golfo di Napoli durante gli anni 1906-1907, in Annali di Agricoltura, Roma, Tip. Naz. G. Bertero & C., 1910,  pp. 123-166.
- Risultati delle indagini sul pesce novello nel Tirreno. Adunanza del 9 dicembre 1909, in Annali di Agricoltura, Roma, Tip. Naz. G. Bertero & C., 1911,  pp. 200-236.

### Lavori pubblicati postumi[73]
- L'influenza dell'ambiente sul periodo riproduttivo degli animali marini, in Mitth. Zool. Station zu Neapal, XX, n. 2, Leipzig, Wilhelm Engelmann, 1911,  pp. 129-156.
- Su alcuni stadi postlarvali appartenenti a Gadidi rari del golfo di Napoli, in Mitth. Zool. Station zu Neapal, XX, n. 2, Leipzig, Wilhelm Engelmann, 1911,  pp. 170-187, tav. V.[74]

### Monografie elaborate col materiale raccolto e seriato da Salvatore Lo Bianco
- Fausta Bertolini, Umberto D'Ancona, Giuseppe Montalenti, Emanuele Padoa, Silvio Ranzi, Luigi Sanzo, Antonio Sparta, Enrico Tortonese e Maffo Vialli, Uova, larve e stadi giovanili di Teleostei. Monografia elaborata con l’uso del materiale raccolto e seriato da Salvatore Lo Bianco, in Fauna e Flora del Golfo di Napoli. XXXVIII, I (15 dicembre 1931), II (21 aprile 1933) e III (1937-1956), Roma (G. Bardi) e Berlin (R. Friedländer), 1931-1956,  pp. 1-1064, tav. 1-51.
- Eggs, larvae and juvenile stages of teleostei; material collected and classified by S. Lo Bianco - (pt. 1-2), Jerusalem (Israel), H. Mills, Israel Program for Scientific Translations, 1969,  p. 417.